# Обвинение
Обвинение — вменение кому-либо какой-либо вины. В праве подразумевается обвинение в нарушении закона, выдвинутое и поддерживаемое уполномоченными на то правом органами и лицами. Обычно за выдвижением обвинения следует либо его поддержка, выражающаяся в доказывании виновности лица, привлекаемого к уголовной или иной ответственности, либо снятие обвинения.

## Виды
В праве обвинения подразделяются на следующие основные виды:
- международное;
- государственное;
- общественное;
- частное.

В суде международное или государственное обвинение обычно поддерживает прокуратура, общественное — общественный обвинитель, частное — приглашённые в частном порядке адвокаты, а в некоторых юрисдикциях, вообще говоря, любые частные лица.

### Россия
Уголовно-процессуальный кодекс в Российской Федерации (России) для осуществления уголовного преследования предусматривает три формы обвинения:
- публичное обвинение — форма уголовного преследования по делам, которые возбуждаются уполномоченными законом государственными органами и лицами (согласия потерпевшего не требуется) и не подлежат прекращению в случае примирения потерпевшего с обвиняемым.
- частно-публичное обвинение — форма уголовного преследования по делам, которые возбуждаются не иначе как по жалобе потерпевшего (или его представителя), но, в отличие от дел частного обвинения, не подлежат прекращению в случае примирения потерпевшего с обвиняемым или даже отказа от жалобы[1]. Частно-публичное обвинение, как и публичное, в суде поддерживает прокурор.
- частное обвинение — форма уголовного преследования по делам, которые возбуждаются не иначе как по жалобе потерпевшего (или его представителя) и подлежат прекращению за примирением потерпевшего с обвиняемым. Такое обвинение поддерживается самим потерпевшим «в частном порядке»[2].

Обвинением также называют содержание обвинительного тезиса, сформулированного в постановлении о привлечении в качестве обвиняемого, в обвинительном заключении или обвинительном акте, определении о предании суду, обвинительном приговоре; формулировка обвинения, предложенная обвинителем и излагаемая в его речи. В этом значении закон определяет обвинение как описание преступного деяния, признанного доказанным.
Узнать, к какому виду обвинения принадлежит та или иная статья уголовного кодекса, можно в 20 статье уголовно-процессуального кодекса.